# ميني وموسكويتز (فلم)
ميني وموسكويتز (بالإنجليزية: Minnie and Moskowitz) فيلم درامي كوميدي رومانسي أمريكي لعام 1971  كتبه وأخرجه جون كاسافيتس، وبطولة زوجته جينا رولاندز والممثل سيمور كاسيل. تدور الأحداث حول أمينة متحف تقع في حب عامل موقف سيارات مجنون. صدر الفيلم في الولايات المتحدة في 22 ديسمبر 1971.

## طاقم التمثيل
جينا رولاندز: في دور ميني مور
سيمور كاسيل: في دور سيمور موسكوفيتش
فال أفيري: في دور زيلمو سويفت
تيموثي كاري: في دور مورجان مورغان
كاثرين كاسافيتس: في دور شيبا موسكوفيتش
جون كاسافيتس: في دور جيم
ديفيد رولاندز: في دور وزير
ألكسندرا كاسافيتس: في دور فتاة صغيرة
زوي آر كاسافيت: في دور طفلة
ليدي رولاندز: في دور جورجيا مور
هولي نير: في دور أيرش
جوديث روبرتس: في دور زوجة 

## أحداث الفيلم
يعمل سيمور موسكوفيتز (سيمور كاسيل) بوظيفة عامل غريب الأطوار وغير مهذب في مواقف السيارات، وقد انتقل للتو من نيويورك إلى لوس أنجلوس. ميني مور هي أمينة متحف في علاقة مع رجل متزوج يُدعى جيم (جون كاسافيتس) وهي تشعر بخيبة أمل من الحب والعلاقات الهادفة وخصوصاً بعد شجارها مع جيم. تتحدث ميني مع صديقتها عن التقدم في السن وعن فرصها في العثور على الرجل المناسب لها، وفي اليوم التالي، تذهب ميني في موعد مع زيلمو، وهو أرمل مرير وصاخب، وينتهي اللقاء بشكل سيئ وميني تطارد زيلمو لخارج المطعم. يشهد سيمور، الذي يعمل في ساحة انتظار السيارات، الاضطرابات ويدخل في معركة مع زيلمو ويفوز بالقتال، ويدمي وجه زيلمو، الذي يدفع ميني وهو يبكي ويبتعد. يعرض سيمور على ميني توصيلة، وترفض ولكنه يلاحقها في شاحنته ويجبرها على الدخول. تطالبه بإيصالها إلى مكان عملها، متحف مقاطعة لوس أنجلوس. كان جيم ينتظر ميني بالداخل لقطع علاقته بها، ويكشف أن زوجته حاولت الانتحار. تغضب ميني وتصفع جيم.
يذهب سيمور إلى منزل ميني ليواجهها بشأن تكليفه بوظيفته في ساحة انتظار السيارات، ويصطحبها إلى حانة لتناول مشروب، ويعلن حبه لها. يتصل سيمور بميني لرؤيتها مرة أخرى ويذهبان إلى محل لبيع الآيس كريم، ثم إلى حانة ريفية في الغرب، وفي موقف السيارات، يرقصون على الموسيقى ويقبلون. تفشل ميني في تقديم سيمور لأصدقائها الأثرياء ولذلك يبتعد عنها بغضب. يقودها الصديق الثري إلى منزلها، حيث ينتظر سيمور. يتشاجر الرجال، مما يؤدي إلى إصابة ميني أثناء الشجار. يصطحب سيمور ميني إلى الداخل لتتعافى، حيث تعترف بأنها لا ترى مستقبلًا مع سيمور، ويصر على أنهما مخصصان لبعضهما البعض، ويهدد بالقتل ثم يقطع شاربه الطويل في حالة جنون. توافق أخيرًا ميني على الزواج منه وتخبر والدتها. تذهب ميني وسيمور لتناول العشاء مع والدتيهما، اللتين يترددان ويتشككان في احتمالات زواجهما، وتصفه والدة سيمور بأنه «متشرد» ولا ترى الهدف من زواجهما إذا لم يكن هناك طفل في الطريق، كما أخبرت ميني أنها تستطيع أن تفعل ما هو أفضل بكثير من ابنها. تشعر والدة ميني بالارتباك وتقريباً من الكلام عند اندفاع الأخبار ومظهر سيمور وشخصيته.
يتزوج ميني وسيمور ويضحكان، وينتهي الفيلم بفلاش إلى الأمام لحفلة عيد ميلاد مشمسة في الفناء الخلفي، ربما لطفلهم.

## استقبال الفيلم
منح موقع الطماطم الفاسدة الفيلم تقييم مقداره 80% بناء على آراء 15 ناقداً فنياً.
منح موقع قاعدة بيانات الأفلام على الإنترنت (imdb) الفيلم درجة 7.3/ 10.
كتب الناقد السينمائي روجر إيبرت: «لا يشبه فيلم» ميني وموسكويتز«أي شيء قدمه كاسافيتس من قبل، باستثناء تصميمه على المضي قدمًا في أداء الممثلين حتى على حساب الشكل العام للفيلم»، ومنح الفيلم 4 نجوم من أصل خمسة.
رشح الفيلم لنيل جائزة (NYFCC) لأفضل ممثلة جينا رولاندز ضمن جوائز نيويورك لدائرة نقاد الأفلام عام 1971. ورشح أيضاً لجائزة (WGA) لأفضل فيلم كوميدي مكتوب مباشرة للشاشة ضمن جوائز نقابة الكتاب الأمريكيين بالولايات المتحدة الأمريكية عام 1973.

## روابط خارجية
- ميني وموسكويتز على موقع IMDb (الإنجليزية)
- ميني وموسكويتز على موقع الموسوعة البريطانية (الإنجليزية)
- ميني وموسكويتز على موقع روتن توميتوز (الإنجليزية)
- ميني وموسكويتز على موقع نتفليكس (الإنجليزية)
- ميني وموسكويتز على موقع ألو سيني (الفرنسية)
- ميني وموسكويتز على موقع Turner Classic Movies (الإنجليزية)
- ميني وموسكويتز على موقع أول موفي (الإنجليزية)
- ميني وموسكويتز على موقع فيلمافينيتي (الإسبانية)
- ميني وموسكويتز على موقع قاعدة بيانات الأفلام السويدية (السويدية)
- ميني وموسكويتز على موقع قاعدة بيانات الفيلم (الإنجليزية)